# Rundblättriges Wintergrün
Das Rundblättrige Wintergrün (Pyrola rotundifolia) ist eine Pflanzenart in der Unterfamilie der Wintergrüngewächse (Pyrolaceae) und Fichtenspargelgewächse (Monotropaceae) (Monotropoideae) innerhalb der Familie der Heidekrautgewächse (Ericaceae).

## Beschreibung

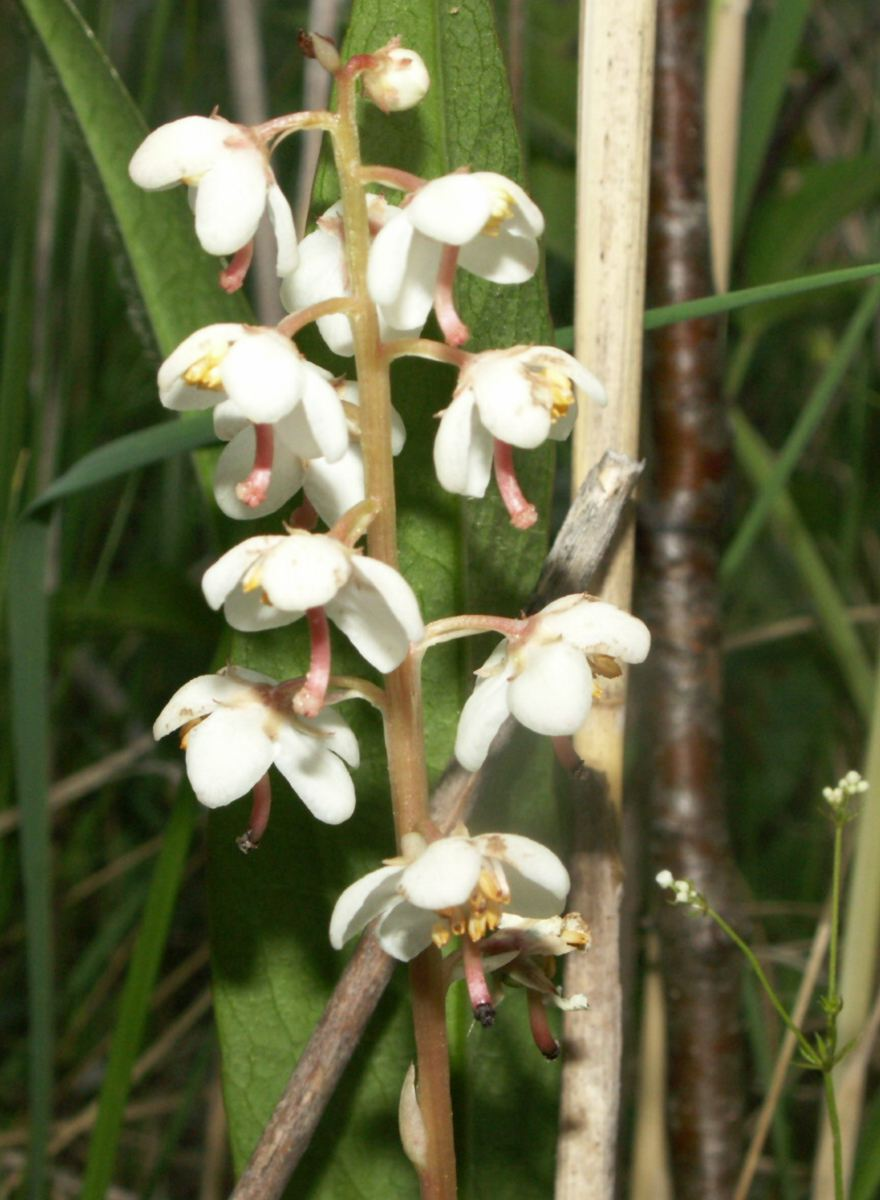
Blütenstand

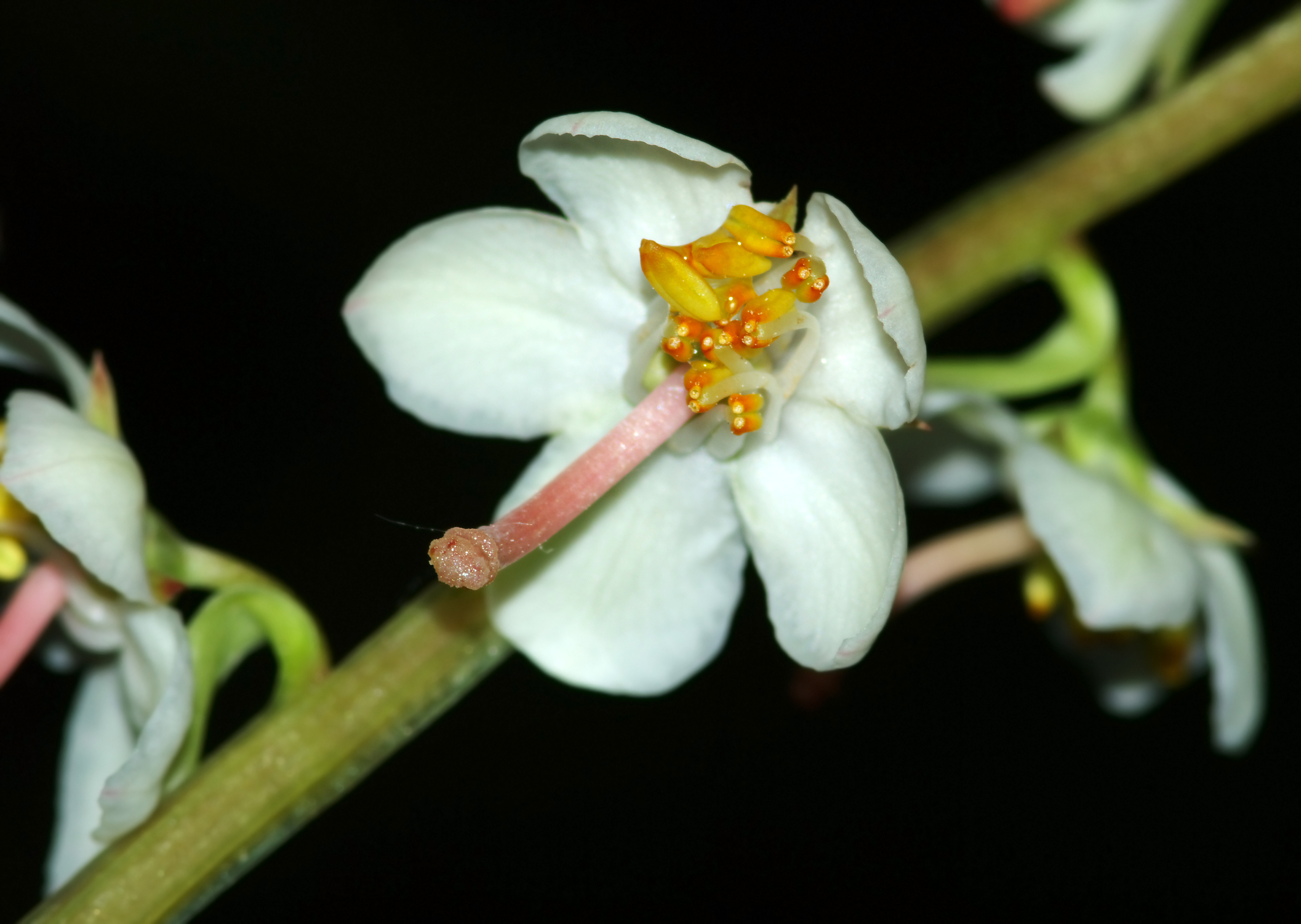
Einzelblüte

### Vegetative Merkmale
Wie der Name andeutet, sterben die Blätter dieser Pflanze, wie bei allen Wintergrüngewächsen, im Winter nicht ab. Sie sind entweder rund und am Grund keilförmig bis gerundet (bei der Unterart Pyrola rotundifolia subsp. maritima) oder eiförmig und am Grund gerundet bis gestutzt (Pyrola rotundifolia subsp. rotundifolia), dunkelgrün und glänzend.

### Generative Merkmale
Von den Pyrola-Arten ist das Rundblättrige Wintergrün eine der größeren und auffälligeren. Ein Stängel der Sprossachse kann bis zu 40 Zentimeter hoch werden und bis zu 30 allseitswendige Blüten tragen. In der Regel wird der Stängel jedoch 15 bis 30 Zentimeter hoch und weist 8 bis 15 nickende Blüten auf. Die Blütezeit liegt vorwiegend im Juni und Juli. Die Blütenstiele haben eine Länge von etwa 16 Millimetern. Die offenen, glockigen Blüten duften schwach. Der Blütendurchmesser beträgt 14 bis 20 Millimeter. Die linealisch-lanzettlichen Kelchzipfel stehen von der Krone ab. Die Kronblätter sind rahm-weiß mit einem rosa Anflug und messen 6 bis 10 Millimeter Länge. Der Griffel ist sechs bis zehn Millimeter lang, s-förmig gebogen und steht weit aus der Krone heraus; er ist länger als der Fruchtknoten.
Die Früchte sind Kapselfrüchte.
Die Chromosomenzahl beträgt 2n = 46.

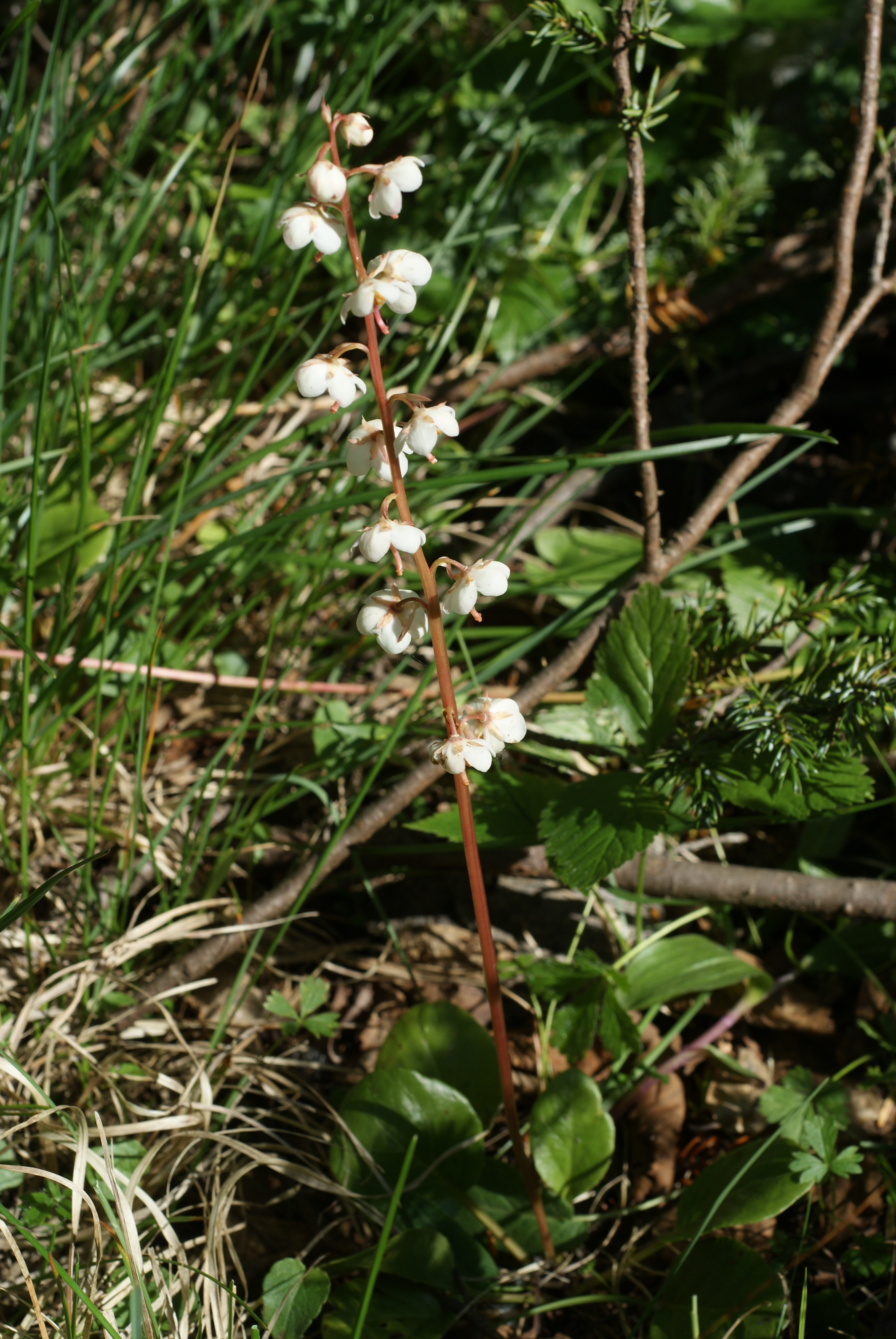
Habitus

## Vorkommen
Das Rundblättrige Wintergrün kommt in fast ganz Europa und weiten Teilen Asiens (außer im Süden und Südosten) vor. In Europa fehlt das Wintergrün nur in Portugal und Island und in Spanien ist die Ursprünglichkeit zweifelhaft.
Die gelegentlich bis September blühende Art bevorzugt schattige und halbschattige Laub- und Nadelwälder oder Gebüsche. Es wächst auf sauren, basenreichen Böden. Es ist in Mitteleuropa eine schwache Piceetalia-Ordnungscharakterart, kommt aber auch in Pflanzengesellschaften der Verbände Erico-Pinion, Quercion roboris-petraeae oder des Unterverbands Luzulo-Fagenion vor.
In den Allgäuer Alpen steigt es am Steineberg in Bayern bis zu einer Höhenlage von 1650 Meter auf, im Puschlav und im Bernina-Gebiet erreicht es sogar 2200 Meter. Im Mexiko werden am Citlaltépetl sogar 3300 Meter erreicht. In Norwegen kommt das Rundblättrige Wintergrün bis Magerøya in 71° 07' nördlicher Breite vor.
Die ökologischen Zeigerwerte nach Landolt et al. 2010 sind in der Schweiz: Feuchtezahl F = 3+ (feucht), Lichtzahl L = 2 (schattig), Reaktionszahl R = 4 (neutral bis basisch), Temperaturzahl T = 2+ (unter-subalpin und ober-montan), Nährstoffzahl N = 2 (nährstoffarm), Kontinentalitätszahl K = 4 (subkontinental).

## Ökologie
Trotz des Maiglöckchen-Dufts der Blüten sind Blütenbesucher selten. Es wurden nur Hummeln und Fliegen beobachtet.

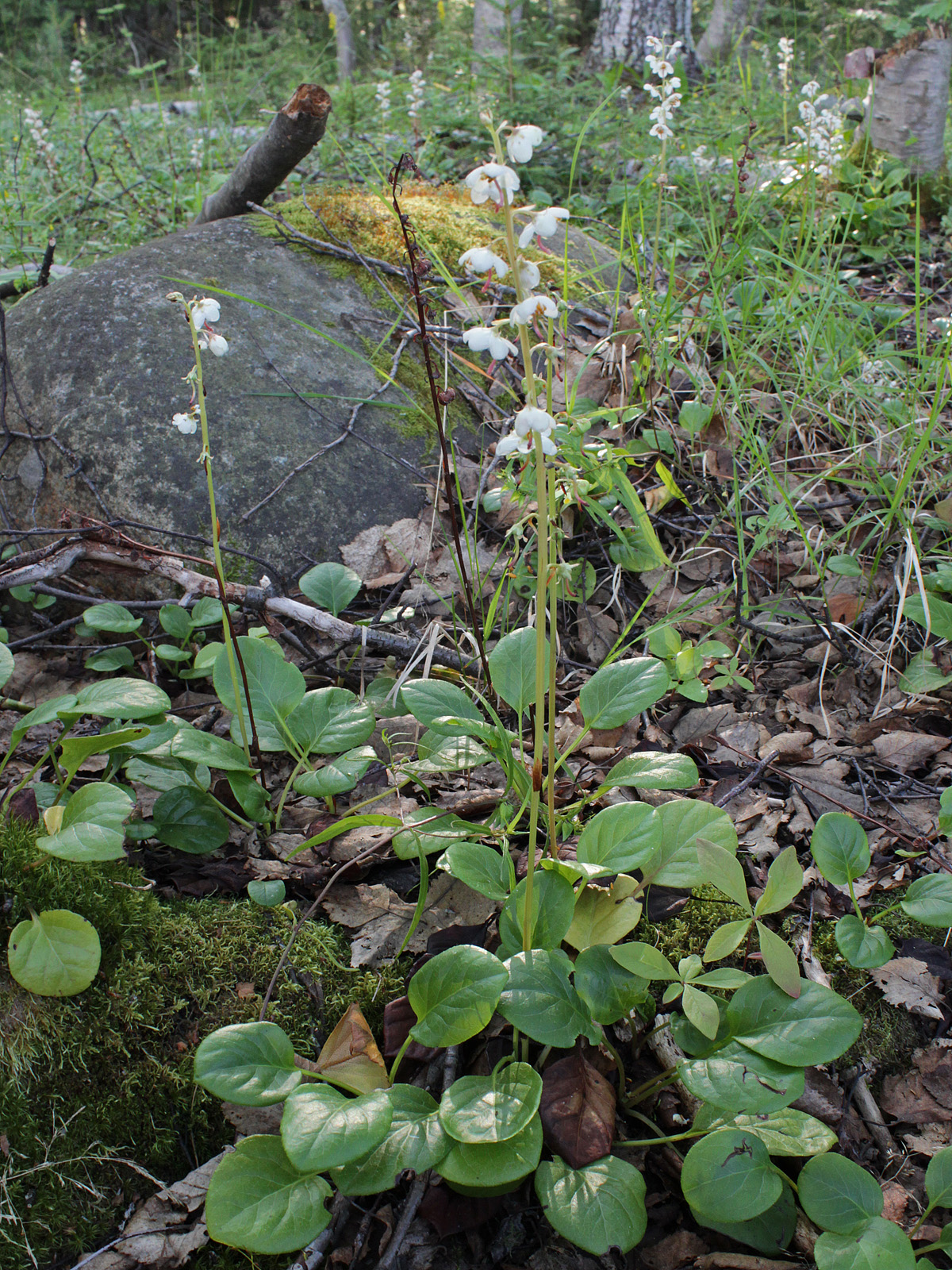
Habitus im Habitat

## Wurzelpilz
Die Wurzeln von Pyrola rotundifolia sind, wie die der anderen Wintergrüngewächse auch, dicht mit Hyphen von Pilzen überzogen. Diese Pilzhyphen umspinnen auch die Rindenzellen der Pflanze, dringen in diese ein und werden dort verdaut. Dies stellt eine Zwischenform zwischen endotropher und ektotropher Mykorrhiza dar. Das Rundblättrige Wintergrün versorgt sich so zusätzlich mit Wasser, Mineralien und Eiweißen und liefert dem Pilz dafür u. a. Kohlenhydrate. Zur Keimung der Samen ist ebenfalls die Anwesenheit des Pilzes erforderlich.

## Systematik
Die Erstveröffentlichung von Pyrola rotundifolia erfolgte 1753 durch Carl von Linné in Species Plantarum, Tomus I, Seite 396.
Je nach Autor gibt es etwa zwei Unterarten:
- Dünen-Wintergrün[6] (Pyrola rotundifolia subsp. maritima (Kenyon) E.F.Warb.): Es kommt ursprünglich in Frankreich, Großbritannien, Irland, Belgien, den Niederlanden, Deutschland, Dänemark und Norwegen vor. Früher kam es auch in Schweden vor.[3] In Deutschland kommt es in Niedersachsen und auf Sylt vor.[6]
- Pyrola rotundifolia L. subsp. rotundifolia.

## Trivialnamen
Im Deutschen wird das Rundblättrige Wintergrün auch Großes Wintergrün (im Gegensatz zum Kleinen Wintergrün) genannt, gelegentlich (fälschlich) auch Immergrün und (Kleines) Maiglöckchen.

## Nutzung
Das Rundblättrige Wintergrün ist giftig und wurde in der Heilkunde früher gegen Blasenleiden eingesetzt. Die Pflanzenteile enthalten u. a. Arbutin. Die mit Wein übergossenen, gehackten Blüten ergaben im Mittelalter den medizinisch genutzten Wintergrünwein.